# Jean Goulu
Jean Goulu est un religieux et écrivain français. Né à Paris le 25 août 1576, il y est décédé le 5 janvier 1629.

## Biographie
Avocat au parlement de Paris, ecclésiastique et helléniste.
Le 19 juin 1622, il est élu, à Pignerol, général de l'ordre bernardin des Feuillants, par François de Sales. 
il se fait moine en 1624 sous le nom Jean de Saint-François ( Dom Giovanni di San Francesco), et devient supérieur de cet ordre.
Il est traducteur de saint Denys l'Aréopagite, d'Épictète et de Basile de Césarée. Il sera un des premiers biographes de François de Sales.
Dans sa Lettres de Phyllarque à Ariste (1627-1628), où il traite de l'éloquence française, il s'oppose au style de Guez de Balzac, accusé de piller les auteurs anciens et modernes.
Il est inhumé dans le chœur du monastère de Saint- Bernard à Paris.

## Œuvres
On lui doit des traductions de Denys l'Aréopagite et d'Épictète ainsi que :
- Les suures du diuin St. Denys Areopagite euesque d'Athenes (1608)
- Discours funèbre sur le trespas de Me Nicolas Le Febvre (1616)
- Response au livre de la vocation des pasteurs de P. Du Moulin (1620)
- La Vie du bienheureux Messire François de Sales (1624)
- Vindiciae theologiae iberopoliticae ad catholicum regem Hispaniarum (1626)
- Le non passionné sur le livre intitulé La défaite du Paladin Javersac (1628)
- Achatès à Palémon, pour la défense de Phyllarque (1628)